# Frontière entre les Maldives et le Sri Lanka
La frontière entre les Maldives et le Sri Lanka est entièrement maritime et se situe en Océan Indien. 
Elle peut se résumer quasiment à un seul point, défini en juillet 1976 avec l'Inde. Ce point est situé à 200 milles de l'Atoll Malé Nord et à 199 milles de Ambalangoda.
Selon la règle de territorialité des 200 milles nautiques, la frontière commune s'établirait sur un petit segment de 3 milles, soit 5 km. Cette frontières pourraient devenir plus importantes si les pays entamaient une démarche d'extension de leur zone économique exclusive.